# M67手榴彈
M67手榴彈是一種破片式手榴彈；因為形狀的緣故，被暱稱為「蘋果」。

## 設計
M67裝有3到5秒的延遲信管，可以輕易的投擲到40公尺以外。
爆炸後由手榴彈外殼碎裂產生的彈片可以形成半徑15公尺的有效範圍，半徑5公尺的致死範圍。

## 採用

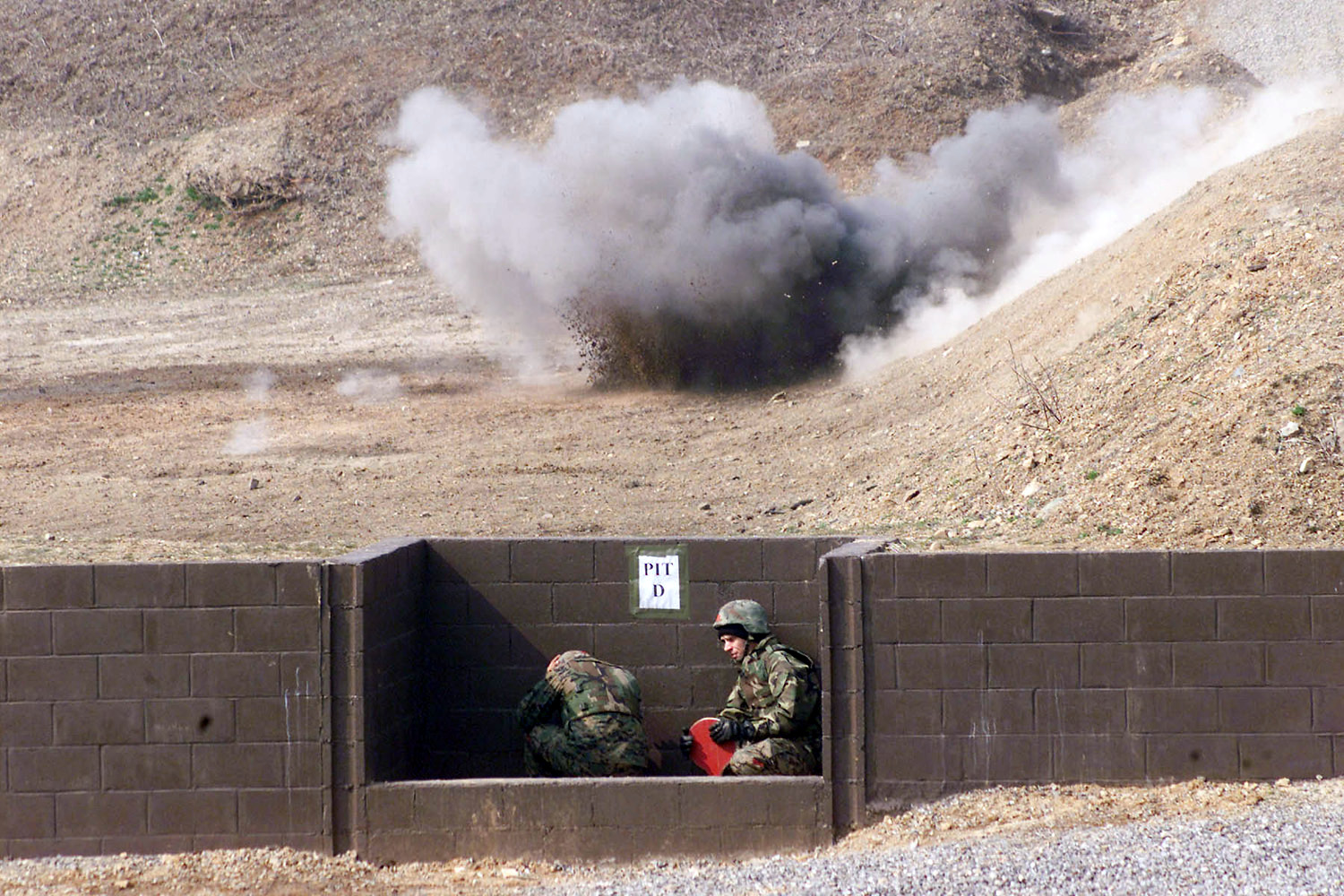
兩名美國海軍陸戰隊士兵正在以M67手榴彈作訓練

M67取代越戰期間的M26手榴彈以及自二次大戰就一直使用的Mk 2手榴彈。

## 使用國
- 阿根廷
  - 阿根廷海軍
- 柬埔寨
- 加拿大
  - 加拿大軍隊以「C13手榴彈」的名義採用。
- 哥伦比亚
- 薩爾瓦多
- 伊拉克
- 马来西亚
- 馬爾他
- 新西兰
- 尼加拉瓜
- 菲律賓
- 中華民國[1]
- 沙烏地阿拉伯
- 西班牙
- 土耳其
- 乌克兰：2022年俄羅斯入侵烏克蘭期間獲加拿大軍援7,500枚。
- 美国
  - 美國武裝部隊
  - 美國緝毒局

## 流行文化

### 電影
- 2001年—：由美國陸軍第75遊騎兵團和三角洲特種部隊的隊員所使用。
- 2008年—：由緬甸軍隊所使用，其中一枚亦曾在電影高潮的槍戰期間被韓國籍僱傭兵，安裘用來擲向緬軍。
- 2010年—：由「浴血幫」的成員所使用。
- 2013年—：由海豹部隊成員所使用。
- 2014年—：由「浴血幫」的成員所使用。

### 電子遊戲
- 系列：《現代戰爭》系列、《黑色行動》、《魅影》等作品中登場的手榴彈，丟出後約四秒爆炸。
- 2002年—《美國陸軍二》[2]
- 2007年—《戰地之王》
- 2007年—：為手榴彈對戰模式中無限供應給玩家的默認裝備，殭屍模式限定的“燃燒彈”也是以M67為藍本。
- 2009年—《美國陸軍三》[3]
- 2010年—《榮譽勳章》
- 2011年—：為所有兵種的預設手榴彈。單人模式時也由所有陣營使用。
- 2012年—：遊戲中的高爆手榴彈為M67。
- 2012年—
- 2013年—《美國陸軍：演習場》[4]
- 2013年—：為所有兵種的預設手榴彈。單人模式時也由所有陣營使用。
- 2014年—《叛亂（英语：Insurgency (video game)）》：安全部隊專用手榴彈。
- 2015年—：只於聯機模式中登場，為執法機關和罪犯雙方所有職階的預設手榴彈。
- 2015年—
- 2015年—《戰術小隊》：由美國陸軍和加拿大陸軍所使用，其中後者使用的版本命名為「C13手榴彈」。
- 2016年—《逃離塔科夫》：在游戏中为爆炸范围最大，但引爆时间最长的（5秒）
- 2018年—《叛亂：沙漠風暴》：安全部隊專屬裝備。

### 輕小說
- 2008年—《緋彈的亞莉亞》：第十卷「禁忌的雙極」（日语：禁忌の双極），由GⅣ所使用。

## 外部參考
- M67 Grenade Fact Sheet （页面存档备份，存于）
- Additional photos of M67 （页面存档备份，存于）
- Canadian Forces C13 info page
- Video of M67 fragmentation grenade （页面存档备份，存于）